# Aaron Spelling

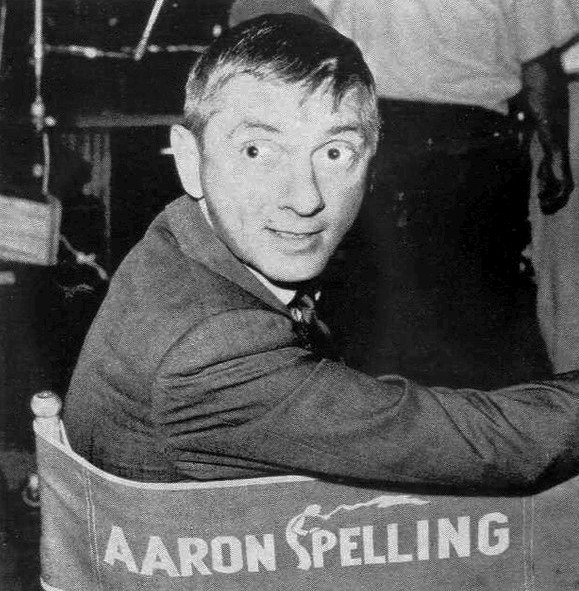
Aaron Spelling (1965)

Aaron F. Spelling (Dallas (Texas), 22 april 1923 – Los Angeles, 23 juni 2006) was een Joods-Amerikaanse film- en televisieproducent alsmede een scenarioschrijver.
Spelling werkte mee aan bijna tweehonderd producties, waaronder Starsky and Hutch, Family, Hotel, Daniel Boone, The Rookies, Charlie's Angels, The Love Boat, Vega$, Hart to Hart, Dynasty, The Colbys, T.J. Hooker, Twin Peaks, Nightingales, Beverly Hills, 90210, Melrose Place, Kindred: The Embraced, 7th Heaven, en Charmed. Sommige bronnen vermelden hem als een van de productiefste en succesvolste producers van de wereld.

## Levensloop
Spelling bezocht de Forest Avenue High School. Na zijn legerdienst bij de Amerikaanse luchtmacht slaagde hij op de Southern Methodist University in 1945. Hij ging naar New York en vond wat werk als acteur. Hij trouwde met actrice Carolyn Jones in 1953, en ze verhuisden naar Californië.
Hij brak door als schrijver door zijn eerste script te verkopen aan het Jane Wyman Theater in 1954. Hij bleef schrijven voor Dick Powell, Playhouse 90, en Last Man, en anderen. Hij sloot zich aan bij Powells Four Star Productions. Na Powells dood richtte hij Thomas-Spelling Productions op, met Danny Thomas. Hun eerste hit was The Mod Squad. In 1972 creëerde hij Aaron Spelling Productions en een ander coproductiebedrijf met Leonard Goldberg. Zijn bedrijf werd in 1986 publiekelijk bekend als Spelling Entertainment.
Spelling produceerde ook de dagelijkse soap Sunset Beach voor NBC van 1997 tot 1999.
Hoewel hij veel bereikt had in zijn leven, hield Spelling vol dat zijn favoriete project aller tijden 7th Heaven was. Het succes van deze "serie die waar had kunnen zijn", en het feit dat het de best bekeken serie van Warner Brothers was sinds 1998, had hij nooit kunnen dromen.
Op 28 januari 2006 spande Spellings voormalige verpleegster een rechtszaak tegen hem aan, waarin zij een schadevergoeding eiste voor onder meer seksuele intimidatie en discriminatie.
Spelling overleed vijf dagen nadat hij op zijn landgoed in Los Angeles een zware beroerte had gekregen.

## Privéleven
Spelling scheidde van Jones in 1965 en in 1968 trouwde hij met Carol Jean Marer. Hij was de vader van de actrices Victoria Davey Spelling (Tori Spelling) en Randall Gene Spelling (Randy Spelling). Hij woonde in Los Angeles; zijn huis was de grootste eengezinswoning in Californië.